# Buwajdan
Buwajdan (arab. بويضان) – wieś w Syrii, w muhafazie Dara. W 2004 roku liczyła 717 mieszkańców.